# Championnat de Slovénie de football 1991-1992
Navigation
Saison suivante
La saison 1991-1992 du Championnat de Slovénie de football était la première édition de la première division slovène à poule unique, la PrvaLiga à la suite de l'indépendance du pays vis-à-vis de la Yougoslavie. Les 21 clubs jouent les uns contre les autres lors de rencontres disputées en matchs aller et retour.
Les vingt-et-un clubs inscrits sont les meilleurs clubs slovènes issus des divers championnats nationaux et fédéraux de l'ex-Yougoslavie. Pour permettre le passage de 21 à 18 clubs la saison prochaine, les cinq derniers du classement en fin de saison sont relégués et remplacés par les deux meilleurs clubs de deuxième division.
C'est l'Olimpija Ljubljana qui termine en tête du championnat. C'est le premier titre de champion de Slovénie de son histoire.

## Les 21 clubs participants
| - Olimpija Ljubljana - Maribor Branik - Belvedur Izola - ND Gorica - NK Ljubljana - Zivila Naklo - NK Mura - NK FC Koper - NK Primorje - NK Rudar Trbovlje - NK Domžale | - Loka Medvode - NK Jadran Dekani - Publikum Celje - NK Slovan - Svoboda Ljubljana - NK Rudar Velenje - Potrošnik Beltinci - Elektroelement Zagorje - NK Nafta Lendava - Steklar Rogaška Slatina |

## Compétition

### Classement
Le barème de points servant à établir le classement se décompose ainsi :
- Victoire : 2 points
- Match nul : 1 point
- Défaite : 0 point

| Rang | Équipe                  | Pts | J  | G  | N  | P  | Bp  | Bc | Diff |
| ---- | ----------------------- | --- | -- | -- | -- | -- | --- | -- | ---- |
| 1    | Olimpija Ljubljana      | 66  | 40 | 30 | 6  | 4  | 102 | 18 | +84  |
| 2    | Maribor Branik (C)      | 59  | 40 | 25 | 9  | 6  | 76  | 30 | +46  |
| 3    | Belvedur Izola          | 56  | 40 | 22 | 12 | 6  | 62  | 26 | +36  |
| 4    | ND Gorica               | 46  | 40 | 15 | 16 | 9  | 63  | 40 | +23  |
| 5    | NK Ljubljana            | 46  | 40 | 17 | 12 | 11 | 59  | 41 | +18  |
| 6    | Živila Naklo            | 46  | 40 | 14 | 18 | 8  | 49  | 39 | +10  |
| 7    | NK Mura                 | 43  | 40 | 17 | 9  | 14 | 60  | 49 | +11  |
| 8    | NK FC Koper             | 43  | 40 | 15 | 13 | 12 | 38  | 33 | +5   |
| 9    | Publikum Celje          | 41  | 40 | 14 | 13 | 13 | 43  | 51 | -8   |
| 10   | NK Slovan               | 40  | 40 | 14 | 12 | 14 | 51  | 40 | +11  |
| 11   | Svoboda Ljubljana       | 40  | 40 | 14 | 12 | 14 | 51  | 55 | -4   |
| 12   | NK Rudar Velenje        | 38  | 40 | 13 | 12 | 15 | 59  | 65 | -6   |
| 13   | Potrošnik Beltinci      | 38  | 40 | 14 | 10 | 16 | 48  | 60 | -12  |
| 14   | Elektroelement Zagorje  | 36  | 40 | 13 | 10 | 17 | 47  | 44 | +3   |
| 15   | NK Nafta Lendava        | 36  | 40 | 13 | 10 | 17 | 52  | 63 | -11  |
| 16   | Steklar Rogaška Slatina | 36  | 40 | 12 | 12 | 16 | 57  | 75 | -18  |
| 17   | NK Primorje             | 35  | 40 | 12 | 11 | 17 | 44  | 60 | -16  |
| 18   | NK Rudar Trbovlje       | 33  | 40 | 12 | 9  | 19 | 47  | 60 | -13  |
| 19   | NK Domžale              | 24  | 40 | 5  | 14 | 21 | 26  | 59 | -33  |
| 20   | NK Loka Medvode         | 23  | 40 | 9  | 5  | 26 | 26  | 84 | -58  |
| 21   | NK Jadran Dekani        | 15  | 40 | 4  | 7  | 29 | 23  | 91 | -68  |

|  | Qualification pour la Ligue des champions 1992-1993 |
|  | Qualification pour la Coupe des Coupes 1992-1993    |
|  | Qualification pour la Coupe UEFA 1992-1993          |
|  | Relégation directe en deuxième division             |

## Bilan de la saison
| Championnat de Slovénie de football 1991-1992 |                                |
| Champion                                      | Olimpija Ljubljana (1er titre) |
| Coupes et trophées                            |                                |
| Vainqueur de la Coupe de Slovénie 1991-1992   | Maribor Branik                 |
| Qualifications continentales                  |                                |
| Ligue des champions 1992-1993                 | Olimpija Ljubljana             |
| Coupe des Coupes 1992-1993                    | Maribor Branik                 |
| Coupe UEFA 1992-1993                          | Belvedur Izola                 |
| Promotions et relégations                     |                                |
| Promus en PrvaLiga                            | NK Železničar Maribor          |
| Promus en PrvaLiga                            | NK Krka                        |
| Relégués en Division 2                        | NK Primorje                    |
| Relégués en Division 2                        | NK Rudar Trbovlje              |
| Relégués en Division 2                        | NK Domžale                     |
| Relégués en Division 2                        | Loka Medvode                   |
| Relégués en Division 2                        | NK Jadran Dekani               |